# Nealcidion bruchi
Nealcidion bruchi är en skalbaggsart som först beskrevs av Julius Melzer 1935.  Nealcidion bruchi ingår i släktet Nealcidion och familjen långhorningar. Inga underarter finns listade i Catalogue of Life.